# Ludwig Pohle
Ludwig Pohle (ur. 26 lipca 1994) – niemiecki skoczek narciarski, reprezentant SC Partenkirchen.
Na międzynarodowej arenie zadebiutował 3 października 2010 w Oberstdorfie podczas zawodów Alpen Cup, oddając skoki na odległość odpowiednio 85,5 m i 83,0 m na skoczni normalnej.
W Libercu zdobył brązowy medal Zimowego Olimpijskiego Festiwalu Młodzieży Europy 2011 w konkursie drużynowym, w którym wystartował wraz z Michaelem Herrmannem, Michaelem Zachrau i Florianem Menzem.

## Zimowy olimpijski festiwal młodzieży Europy

### Indywidualnie
| 2011 Liberec | – | 20. miejsce |

### Drużynowo
| 2011 Liberec | – | brązowy medal |

### Starty L. Pohle na zimowym olimpijskim festiwalu młodzieży Europy – szczegółowo
| Miejsce | Dzień     | Rok  | Miejscowość | Skocznia | Punkt K | HS     | Konkurs  | Skok 1 | Skok 2 | Nota                  | Strata   | Zwycięzca     |
| ------- | --------- | ---- | ----------- | -------- | ------- | ------ | -------- | ------ | ------ | --------------------- | -------- | ------------- |
| 20.     | 15 lutego | 2011 | Liberec     | Ještěd   | K-90    | HS-100 | indywid. | 91,0 m | 83,5 m | 214,0 pkt             | 80,5 pkt | Jarkko Määttä |
| 3.      | 17 lutego | 2011 | Liberec     | Ještěd   | K-90    | HS-100 | druż.    | 87,5 m | 88,0 m | 902,5 pkt (216,0 pkt) | 11,0 pkt | Polska        |

## FIS Cup

### Miejsca w klasyfikacji generalnej
| Sezon     | Miejsce |
| --------- | ------- |
| 2011/2012 | 124.    |

### Miejsca w poszczególnych konkursachFIS Cupu
| Źródło                                                                        | Źródło  | Źródło    | Źródło    | Źródło  | Źródło  | Źródło     | Źródło     | Źródło   | Źródło   | Źródło   | Źródło   | Źródło  | Źródło  | Źródło | Źródło | Źródło  | Źródło      | Źródło      | Źródło      | Źródło      | Źródło                 | Źródło                 | Źródło | Źródło | Źródło | Źródło | Źródło | Źródło | Źródło | Źródło | Źródło | Źródło | Źródło | Źródło | Źródło | Źródło | Źródło | Źródło | Źródło |
| ----------------------------------------------------------------------------- | ------- | --------- | --------- | ------- | ------- | ---------- | ---------- | -------- | -------- | -------- | -------- | ------- | ------- | ------ | ------ | ------- | ----------- | ----------- | ----------- | ----------- | ---------------------- | ---------------------- | ------ | ------ | ------ | ------ | ------ | ------ | ------ | ------ | ------ | ------ | ------ | ------ | ------ | ------ | ------ | ------ | ------ |
| Sezon 2011/2012                                                               |         |           |           |         |         |            |            |          |          |          |          |         |         |        |        |         |             |             |             |             |                        |                        |        |        |        |        |        |        |        |        |        |        |        |        |        |        |        |        |        |
| Villach                                                                       | Villach | Gérardmer | Gérardmer | Szczyrk | Szczyrk | Einsiedeln | Einsiedeln | Notodden | Notodden | Predazzo | Predazzo | Szczyrk | Szczyrk | Kranj  | Kranj  | Liberec | Brattleboro | Brattleboro | Baiersbronn | Baiersbronn | Garmisch-Partenkirchen | Garmisch-Partenkirchen | punkty |        |        |        |        |        |        |        |        |        |        |        |        |        |        |        |        |
| -                                                                             | -       | -         | -         | -       | -       | -          | -          | -        | -        | -        | -        | -       | -       | -      | -      | -       | -           | -           | 13          | 11          | -                      | -                      | 44     |        |        |        |        |        |        |        |        |        |        |        |        |        |        |        |        |
| Legenda                                                                       |         |           |           |         |         |            |            |          |          |          |          |         |         |        |        |         |             |             |             |             |                        |                        |        |        |        |        |        |        |        |        |        |        |        |        |        |        |        |        |        |
| 1 2 3 4-10 11-30 poniżej 30 dq – dyskwalifikacja - − zawodnik nie wystartował |         |           |           |         |         |            |            |          |          |          |          |         |         |        |        |         |             |             |             |             |                        |                        |        |        |        |        |        |        |        |        |        |        |        |        |        |        |        |        |        |

## Alpen Cup

### Miejsca w klasyfikacji generalnej
| Sezon     | Miejsce |
| --------- | ------- |
| 2010/2011 | 52.     |
| 2011/2012 | 30.     |